# Joshimath
Joshimath è una suddivisione dell'India, classificata come municipal board, di 13.202 abitanti, situata nel distretto di Chamoli, nello stato federato dell'Uttarakhand. In base al numero di abitanti la città rientra nella classe IV (da 10.000 a 19.999 persone).

## Geografia fisica
La città è situata a 30° 34' 0 N e 79° 34' 0 E e ha un'altitudine di 1.571 m s.l.m..

## Società

### Evoluzione demografica
Al censimento del 2001 la popolazione di Joshimath assommava a 13.202 persone, delle quali 7.993 maschi e 5.209 femmine. I bambini di età inferiore o uguale ai sei anni assommavano a 1.610, dei quali 818 maschi e 792 femmine. Infine, coloro che erano in grado di saper almeno leggere e scrivere erano 10.152, dei quali 6.661 maschi e 3.491 femmine.